# Marquesat de Clavesana
El marquesat de Clavesana fou un estat medieval d'Itàlia, sorgit de la fragmentació dels dominis del marquès dels aleramici, Bonifaci del Vasto. Va ser el fundador el seu fill Hug, que va rebre terres de l'herència paterna el 1125 i es va establir al poble de Clavesana i al que va fer la seva capital, probablement pel fet que era fàcilment defensable com la part més alta del seu territori, estant envoltada per tot arreu de penya-segats infranquejables formats per l'erosió, d'una altura vertical en alguns llocs de més de 200 metres, per la qual cosa és un rar exemple de territori-fortalesa.

## Territori
El marquesat de Clavesana incloïa, a més, altres llocs: les terres del nord amb els castells de Somano, Monchiero, Dogliani, La Morra i Farigliano, a l'oest Lequio i Piozzo; al sud Marsaglia; i a l'est Mombarcaro, Gottasecca, Monesiglio, Camerana, Saliceto, Cengio, Rocchetta, Bormida i tot el territori, la vila i el castell de Millesimo i Olazza, i el territori del Cairo més enllà del riu Bormida, Carreto, Vignale i Vignarola amb els castells de Croce Ferrata i Biestro. D'altra banda, més enllà dels Apenins, posseïa en comú amb el marquès de Ceva, les terres i els castells de la vall del Ranzo i del Coedano (en l'actualitat la vall del Neva) amb el vassallatge sobre les senyories de Pornassio i Cosío, de Docio, d'Armo (a Ponent), de Lavagna, d'Aquila i Gavenola, de Castelvecchio, de Zuccarello i de Balestrino. En aquest marquesat també va quedar assignat una part del llegat del marquès de Cortemilia, que va morir sense fills, i Oneglia amb la seva vall i el castell d'Andora.

## Història
Hug, també conegut com a Huguet (Ugone) o Ugomagno (Hug el Gran com el seu avi matern Hug de Vermandois), va heretar el marquesat el 1125 però va morir sense descendència el 1170 Els seus dominis van passar al seu germà Anselm, marquès de Ceva, que va morir en 1178 deixant el marquesat de Ceva al seu fill Guillem I, i el de Clavesana al seu fill Bonifaci. La segona línia del marquesos de Clavesana fou per tant una branca dels de Ceva.
Però també Bonifaci no va tenir hereus; la seva única filla, Berta, s'havia casat (1202 o 1211) amb un cosí llunyà, Guillem VI de Montferrat, també de la família dels aleramici al que havia aportat en dot les terres de Mombarcaro i les que el marquès Bonifaci de Ceva havia heretat de Bonifaci de Cortemilia (una petita part del marquesat de Cortemilia), però segons la llei sàlica vigent les dones no podien participar en l'herència de la terra que componia l'actiu bàsic de la família del pare. A a la mort del marquès Bonifaci de Clavesana a Andora el 1221 el marquesat va passar al seu germà Guillem, que el va deixar poc temps després als seus fills: Otó i Bonifaci II Tallaferro (Tagliaferro).
Bonifaci II Tallaferro va ser cridat per la fama guanyada a les audaces empreses realitzades el 1219 al servei de República de Gènova, quan va ser un dels comandants que van conquerir Ventimiglia. Odó o Otó també es va omplir d'honor militar al servei d'Asti contra Alessandria el 1225 Com Bonifaci Tallaferro va morir el 1268 i no va deixar hereu, el marquesat de Clavesana va anar a Manel, el tercer fill d'Otó I. Els dominis de Clavesana ja s'havien reduït de manera significativa pel fet que el 1228 els dos germans (Odó i Bonifaci II) havien venut a Gènova quatre castells i el 16 de desembre de 1233 Bonifaci amb els quatre fills de Odón va cedir les possessions properes a Oneglia (Dolcedo, Porto Maurizio i Diano, és a dir el territori entre Taggia i Cervo) i poc després Andora.
Manel va tenir un fill, Odó II i aquest un fill conegut com a Frederic el Bèstia, el qual va adquirir el marquesat el 1324 i es va casar amb Margarida de Saluzzo. Un personatge destacat de la família fou Caterina, que havia estat casada primer amb rafel Doria, almirall de Nàpols, i després (11 de setembre de 1324) amb Giacomo de Saluzzo de Dogliani es va casar entre 1326 i 1336 amb Enric del Carreto (fill del marquès Jordi de Finale i de l'Argentina); Caterina fou cosina de Frederic el Bèstia i filla de Francesc (un altre dels fills de Manel).
Poc després que va començar el desmembrament del marquesat entre els Del Carretto (que ja el 1360 va usar el títol de " Marquès de Savona i Clavesana") i els Saluzzo. Després de la divisió de patrimoni entre els diversos membres de la família Del Carretto, Enric va donar lloc a la línia de marquesos de Mombaldone al Piemont, mentre que Zuccarello (marquesat de Zuccarello) passava a Carles I Didac, el segon fill de Jordi i germà d'Enric. És per això que el 1379 la famosa Ilaria va néixer a Zuccarello; el seu pare Carles I va adoptar oficialment el títol de marquès de Zuccarello el 1397 amb el control dels territoris entre l'Àguila d'Arroscia i Balestrino. Els Del Carreto de Finale haurien acabat amb Stellanello (1355?). Els Saluzzo aviat van cedir la seva herència i Clavesana va anar a Savoia després del 1382, Ranzo a Gènova el 1386, etc.
En el moment de la mort sense hereus del fill de Frederic I, Manuel II 1387, el marquesat, ara geogràficament limitat, va deixar d'existir completament.

## Marquesos aleràmics de Clavesana
- 1142 - 1170 Hug (Ugone)
- 1170 - 1178 Anselm, marquès de Ceva
- 1178 - 1221 Bonifaci I
- 1221 - 1225 Guillem, marquès de Ceva
- 1225 - 1233 Odó I (Oddone)
- 1233 - 1268 Bonifaci II Tallaferro
- 1268 - 1297 Manuel I
- 1297 - 1324 Odó II
- 1324 - 1363 Frederic el Bèstia
- 1363 - 1381 Odó III (Oddone)
- 1381 - 1387 Manuel II